# Ballettguttene
Ballettguttene è un documentario norvegese del 2014 diretto da Kenneth Elvebakk.

## Trama
Il documentario segue la vita di Lukas, Syvert e Torgeir, tre ragazzi che hanno un sogno in comune: quello di diventare ballerini professionisti.

## Versione televisiva
Del documentario esiste una versione televisiva della durata di 58 minuti.

## Riconoscimenti
- 2014 - Chicago International Children's Film Festival
  - Children's Jury Award per il miglior documentario (2º posto)
- 2014 - International Film Music Critics Award
  - Candidato al IFMCA Award per la miglior colonna sonora di un documentario a Henrik Skram
- 2014 - Munich International Documentary Festival
  - Candidato al SOS-Kinderdörfer Award
- 2014 - Oulu International Children's Film Festival
  - For Tomorrow Award
- 2014 - São Paulo International Film Festival
  - Candidato al International Jury Award per il miglior documentario
- 2015 - Golden Screen
  - Golden Screen
- 2015 - Montréal International Festival of Films on Art
  - Best Reportage